# Voivodato di Kalisz

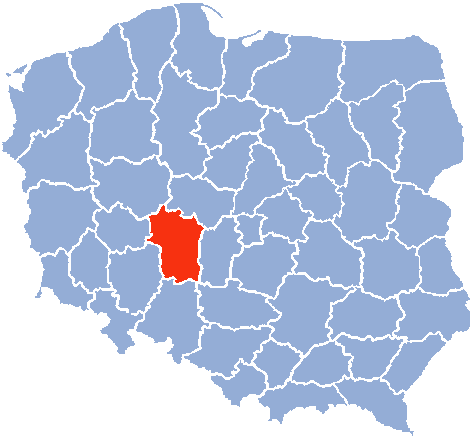
Suddivisione nel 1975

Il voivodato di Kalisz è stato un'unità di divisione amministrativa e governo locale della Polonia esistito in diversi periodi della storia polacca.

## XIV secolo - 1795
Il voivodato di Kalisz (in polacco: Województwo Kaliskie; in latino: Palatinatus Kalisiensis)  è stato istituito per la prima volta nel XIV secolo ed è esistito fino alla spartizione della Polonia del 1772-1795. Faceva parte della provincia della Grande Polonia.

### Dati
Sede del governo generale della Polonia: 
- Poznań

Sede del governo del voivodato (Wojewoda):
- Kalisz

Sede del consiglio regionale (Sejmik):
- Środa Wielkopolska

Sede del consiglio generale (Sejmik Generalny) per tutta la Grande Polonia:
- Koło

### Divisione amministrativa (fino al 1768)
- Distretto di Kalisz (powiat Kaliski), Kalisz
- Distretto di Konin (powiat Koniński), Konin
- Distretto di Pyzdry (powiat Pyzdrski), Pyzdry
- Distretto di Gniezno (powiat Gnieżnieński), Gniezno
- Distretto di Kcynia (powiat Kcyński), Kcynia
- Distretto di Nakło (powiat Nakielski), Nakło

### Divisione amministrativa (dopo il 1768)
- Distretto di Kalisz (powiat Kaliski), Kalisz
- Distretto di Konin (powiat Koniński), Konin
- Distretto di Pyzdry (powiat Pyzdrski), Pyzdry

Nel 1768 i distretti di Gniezno, Kcynia e Nakło furono trasferiti al nuovo voivodato di Gniezno.

## 1975 - 1998
Il voivodato di Kalisz fu reistituito nel 1975 e rimase in vigore fino al 1998, quando fu sostituito dal voivodato della Grande Polonia.
Capitale: Kalisz

### Principali città (popolazione nel 1995)
- Kalisz (106.800);
- Ostrów Wielkopolski (74.700);
- Krotoszyn (28.900);
- Jarocin (25.700).

## Suddivisioni della Grande Polonia
- Grande Polonia
- Voivodato di Poznań
- Voivodato di Kalisz
- Prussia Meridionale
- Ducato di Varsavia
- Granducato di Poznan
- Reichsgau Wartheland
- Voivodato della Grande Polonia
- Poznań (città)